# Gradišići
Gradišići su naseljeno mjesto u općini Foča-Ustikolina, Federacija BiH, BiH. Popisano je kao samostalno naselje na popisu 1961., a na kasnijim popisima ne pojavljuje se, jer je 1962. pripojeno Prisoju (Sl.list NRBiH, br.47/62).
Nalaze se s lijeve strane rijeke Drine i s lijeve strane rijeke Koline, u dijelu Prisoja koji se našao u Federaciji BiH.

## Stanovništvo
| Narod     | Popis 1961. |
| --------- | ----------- |
| Hrvati    |             |
| Muslimani | 89          |
| Srbi      | 1           |
| ostali    | 1           |
| Ukupno    | 91          |